# Rusland op het Junior Eurovisiesongfestival 2014
Rusland nam deel aan het Junior Eurovisiesongfestival 2014 in Malta. Rusland werd vertegenwoordigd door Alisa Kozjikina met het liedje Dreamer.

## Interne selectie
Rusland koos voor het eerst in zijn geschiedenis voor een interne selectie in plaats van een nationale finale. Op 22 september werd bekend dat Alisa Kozjikina Rusland mocht vertegenwoordigen op het Junior Eurovisiesongfestival 2014, nadat zij de Russische versie van The Voice Kids had gewonnen. Twee dagen later werd bekend dat haar liedje Dreamer zou heten. Het liedje wat deels in het Engels, deels in het Russisch werd gezongen, is gecomponeerd door de componist Maksim Fadejev, die tevens de coach van Alisa Kozjikina was tijdens the Voice Kids.

## In Malta
Tijdens het Junior Eurovisiesongfestival 2014 trad Rusland als dertiende aan, voor Armenië en voor Servië. Uiteindelijk werd Alisa Kozjikina vijfde met 96 punten.
2005 · 2006 · 2007 · 2008 · 2009 · 2010 · 2011 · 2012 · 2013 · 2014 · 2015 · 2016 · 2017 · 2018 · 2019 · 2020 · 2021 · 2022-2024
Armenië · Bulgarije · Cyprus · Georgië · Italië · Kroatië · Malta · Montenegro · Nederland · Oekraïne · Rusland · San Marino · Servië · Slovenië · Wit-Rusland · Zweden